# Діке
Ді́ке, Ді́ка (грец. Δίκη) — одна з трьох ор, дочка Зевса й Феміди, уособлення справедливості; повідомляла Зевса про тих, що порушували закони правди. У золоту добу Діке нібито правила світом і називалася Астреєю. Діке зображували суворою жінкою, з патерицею в руці.
Атрибутом Діке слугували терези. За орфіками, Діке - донька Номос і Евсебіі, що вигодовує Зевса в печері Нікти. Виховала Дардана.
Діке перебувала на Олімпі біля Зевса, спостерігаючи за дотриманням справедливості у світі людей і доповідаючи своєму батькові про всякий відступ від правди.
Згідно з Аратом, колись Діке жила на землі, але в мідну добу покинула людей і піднеслася на небо, де стала сузір'ям Діви, яка утримує зірки Виноградар та Колос. Після вознесіння на небо, її терези, що слугували символічним інструментом світової рівноваги, стали сузір'ям Терезів.
Їй присвячено LXII(62) орфічний гімн. Згадана в поемі Парменіда «Про природу», у Геракліта і в орфічних поемах.